# Wola Obłaźnicka
Wola Obłaźnicka (ukr. Воля-Облазницька) – wieś na Ukrainie w rejonie styjskim (do 2020 roku w rejonie żydaczowskim) obwodu lwowskiego.

## Historia
Pod koniec XIX w.iWola Obłaźnicka była częścią wsi Machliniec, a do 1882 r. znajdowała się w powiecie żydaczowskim, później zaś – w powiecie stryjskim.